# New Jersey Nets 2003-2004
La stagione 2003-04 dei New Jersey Nets fu la 28ª nella NBA per la franchigia.
I New Jersey Nets vinsero la Atlantic Division della Eastern Conference con un record di 47-35. Nei play-off vinsero il primo turno con i New York Knicks (4-0), perdendo poi la semifinale di conference con i Detroit Pistons (4-3).

## Roster
| N° | Naz.                   | Ruolo | Sportivo          | Anno | Alt. | Peso |
| -- | ---------------------- | ----- | ----------------- | ---- | ---- | ---- |
| 1  | Stati Uniti (bandiera) | G     | Brandon Armstrong | 1980 | 196  | 85   |
| 2  | Stati Uniti (bandiera) | G     | Doug Overton      | 1969 | 191  | 86   |
| 5  | Stati Uniti (bandiera) | G     | Jason Kidd        | 1973 | 193  | 93   |
| 6  | Stati Uniti (bandiera) | A     | Kenyon Martin     | 1977 | 206  | 106  |
| 8  | Stati Uniti (bandiera) | G     | Tamar Slay        | 1980 | 203  | 98   |
| 9  | Stati Uniti (bandiera) | G     | Anthony Goldwire  | 1971 | 185  | 83   |
| 9  | Stati Uniti (bandiera) | G     | Robert Pack       | 1969 | 188  | 82   |
| 10 | Croazia (bandiera)     | G     | Zoran Planinić    | 1982 | 201  | 88   |
| 12 | Stati Uniti (bandiera) | G     | Lucious Harris    | 1970 | 196  | 86   |
| 21 | Stati Uniti (bandiera) | A     | Brian Scalabrine  | 1978 | 206  | 109  |
| 24 | Stati Uniti (bandiera) | A     | Richard Jefferson | 1980 | 201  | 101  |
| 30 | Stati Uniti (bandiera) | G     | Kerry Kittles     | 1974 | 196  | 81   |
| 31 | Stati Uniti (bandiera) | A     | Damone Brown      | 1979 | 206  | 91   |
| 33 | Stati Uniti (bandiera) | C     | Alonzo Mourning   | 1970 | 208  | 109  |
| 34 | Stati Uniti (bandiera) | AC    | Aaron Williams    | 1971 | 206  | 100  |
| 35 | Stati Uniti (bandiera) | C     | Jason Collins     | 1978 | 213  | 116  |
| 44 | Stati Uniti (bandiera) | G     | Hubert Davis      | 1970 | 196  | 83   |
| 45 | Stati Uniti (bandiera) | C     | Mikki Moore       | 1975 | 211  | 102  |
| 54 | Stati Uniti (bandiera) | A     | Rodney Rogers     | 1971 | 201  | 107  |

## Staff tecnico
- Allenatori: Byron Scott (22-20) (fino al 26 gennaio)[1], Lawrence Frank (25-15)
- Vice-allenatori: Lawrence Frank (fino al 26 gennaio), Tom Barrise, Larry Drew, Don Newman, Brian Hill (dal 26 gennaio)